# Kolej linowa na Trebević

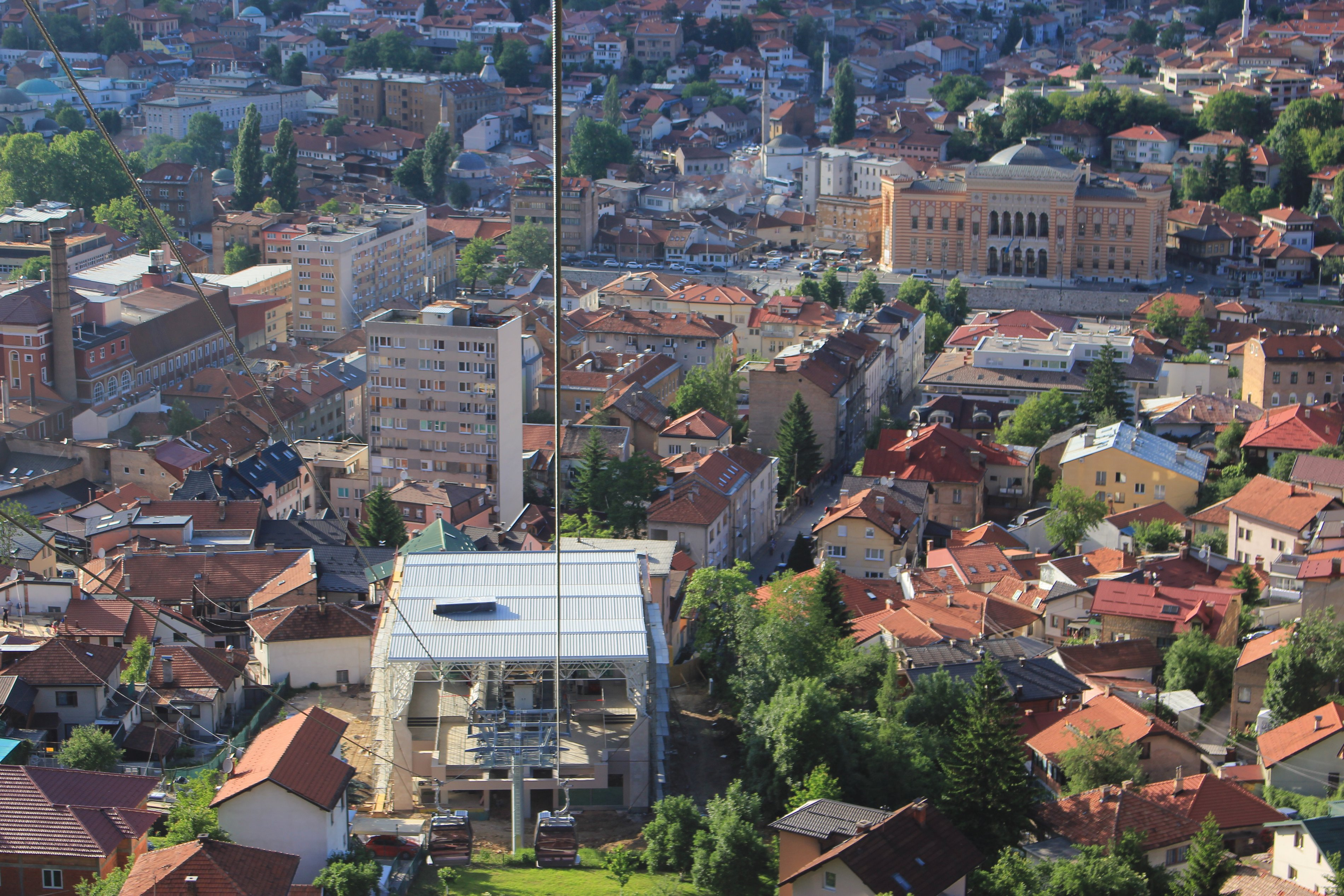
Kolej linowa na Trebević (2018)

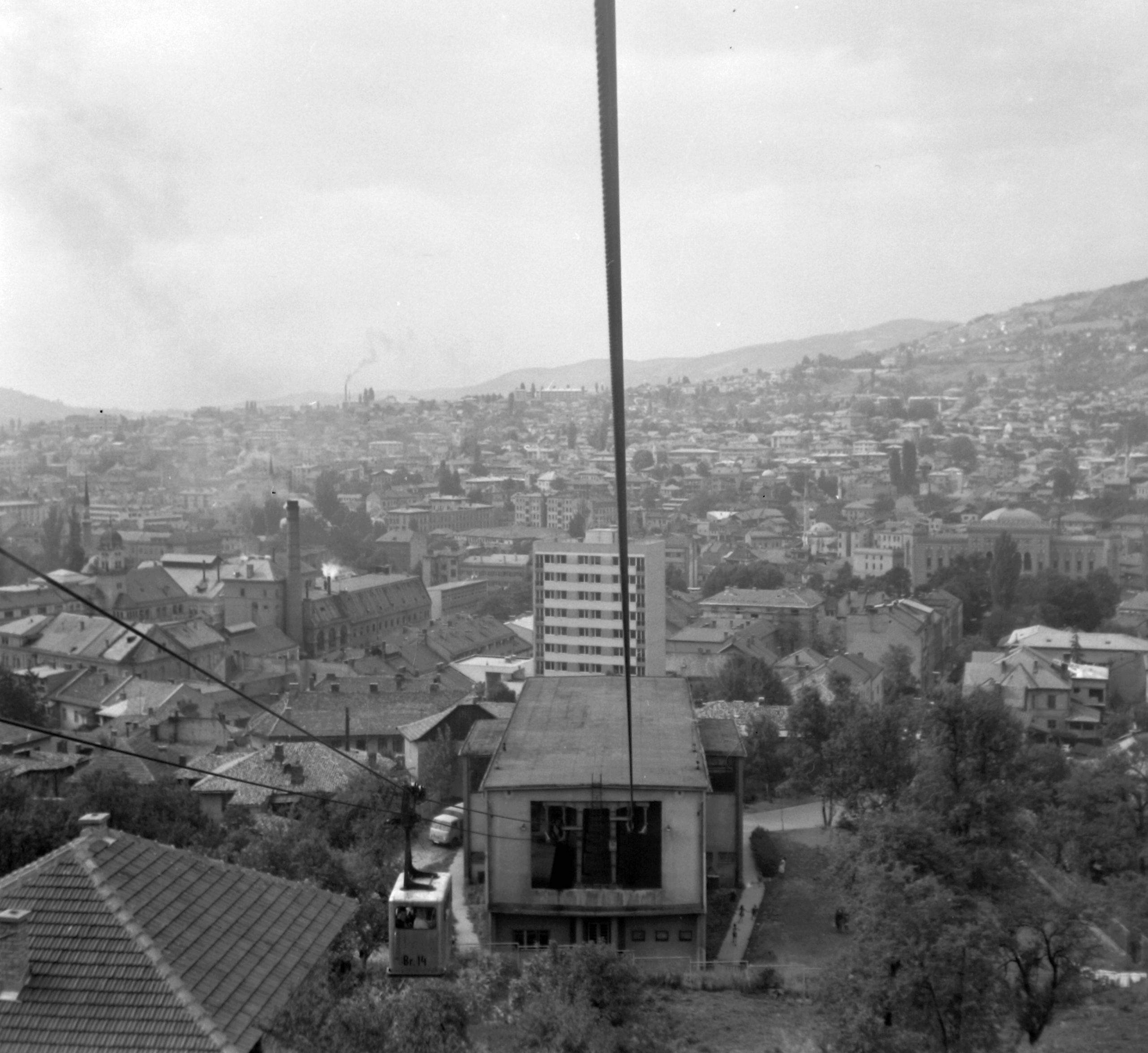
Kolej linowa na Trebević (1965)

Kolej linowa na Trebević – kolej gondolowa prowadząca z południowych obrzeży dzielnicy Stari Grad w Sarajewie (osiedle Bistrik) na szczyt góry Trebević.
Kolej powstała w roku 1959 i szybko stała się popularna wśród mieszkańców miasta oraz turystów. Podróż czteroosobowym wagonikiem na szczyt trwała 12 minut. Przy górnej stacji, powstał taras widokowy oraz restauracja. W związku z zimowymi igrzyskami olimpijskimi, które Sarajewo gościło w roku 1984 na stokach Trebevicia zbudowano tor saneczkowy. Podczas igrzysk rozegrano tutaj rywalizację bobsleistów oraz saneczkarzy. Po igrzyskach tor używany był podczas zawodów pucharu świata aż do roku 1991 – w 1992 rozpoczęło się oblężenie Sarajewa, podczas którego obiekt był wykorzystywany przez Bośniackich Serbów jako stanowisko artyleryjskie. W czasie działań wojennych kolejka została całkowicie zniszczona.

Po wojnie przez wiele lat nie decydowano się na rekonstrukcję linii. Latem 2011 roku rozpoczęto procedury związane z odbudową kolei. Koszt inwestycji to ok. 15-16 milionów marek zamiennych. W inwestycji partycypują m.in. Komisja Europejska oraz miasto Sarajewo. Nowa kolej na Trebević miała być oddana do użytku w roku 2013, jednak ostatecznie termin otwarcia przesunięto na rok 2014. W związku z brakiem środków finansowych ostateczny proces odbudowy przewidziano na okres po roku 2015.
Odbudowana kolej została oddana do użytku 6 kwietnia 2018 roku o godzinie 14:00, pierwszego dnia przejazdy były bezpłatne. Kolej obsługują 33 nowoczesne wagoniki, które są w stanie wwieźć na szczyt około 1200 pasażerów w ciągu godziny. Linia funkcjonuje w poniedziałki w godz. 12:00–19:00, a w pozostałe dni tygodnia w godz. 9:00–19:00.

## Zobacz
- Bistrik Kula